# کریستین فابیانی
کریستین فابیانی (انگلیسی: Cristian Fabbiani؛ زادهٔ ۳ سپتامبر ۱۹۸۳) بازیکن فوتبال اهل آرژانتین است.
از باشگاه‌هایی که در آن بازی کرده‌است می‌توان به باشگاه فوتبال سی‌اف‌آر کلوژ، باشگاه فوتبال ریور پلاته، باشگاه فوتبال بیتار اورشلیم، باشگاه فوتبال لانوس، و باشگاه فوتبال نیولز اولد بویز اشاره کرد.